# New Holland (Dakota Południowa)
New Holland – jednostka osadnicza w Stanach Zjednoczonych, w stanie Dakota Południowa, w hrabstwie Douglas.